# Киевский речной трамвай
Киевский речной трамвай (укр. Київський річковий трамвай) — один из видов городского речного транспорта в Киеве. Маршруты работают только во время навигационного сезона на реке Днепр в вечерние и утренние часы.

## Официальный запуск
1 июля 2010 года состоялся официальный запуск речного трамвая. Вместе с тем была открыта новая станция «Наводницкий парк», откуда, собственно, и отправился в первый рейс теплоход «Риверест». Символическую ленту перерезал заместитель председателя КГГА Александр Мазурчак. Он сообщил, что стоимость проезда в речном трамвае составит 15 грн. На борту теплохода одновременно могут находиться 120 пассажиров. Курсирует в будние и выходные дни по маршрутам: «Почтовая площадь» — «Наводницкий парк» — «Березняки» и «Почтовая площадь» — «Оболонь». Рейсы осуществляются в вечерние часы «пик» в соответствии с утвержденным расписанием. Александр Мазурчак сообщил, что данный проект не требует финансирования из бюджета города и реализован полностью за инвестиционные средства. В организации работы речного трамвая приняли участие КП «Плесо», КСК «Киев» и Главное управление транспорта КГГА.

## Маршруты
- Маршрут №1 «Почтовая площадь — «Наводницкий парк» — «Березняки»;
- Маршрут №2 «Оболонь — Почтовая площадь»;
- В перспективе речной трамвай будет курсировать также и за пределами столицы: в Вышгород и Конча-Заспу[3].

## Станции
- Оболонь
- Почтовая площадь
- Гидропарк (в перспективе)[4]
- Березняки
- Наводницкий парк

## Проблемы функционирования речного трамвая
- Отсутствие достаточного количества коммунальных пароходов в Киеве
- Технические проблемы на причалах
- Рентабельность перевозок
- Речная инфраструктура города не готова к осуществлению проекта речного такси